# 全力少女R
全力少女R（ぜんりょくしょうじょアール Full Power Girls R）は、2016年から2021年まで活動していた日本の女性アイドルグループ。芸能プロダクション・シャイニングウィル所属。Ru:Runと流星群少女が合体してできたアイドルグループであった。本稿では合体する前のRu:Runと流星群少女の活動についても述べる。

## 概要
全力少女Rは、Ru:Runと、九州で活動していた流星群少女が合体したアイドルグループであった。2016年3月26日に合体し、同年4月23日にデビューすることが発表された。全力少女Rの活動拠点は東京で、流星群少女のメンバーもシャイニングウィルに移籍するため、事実上Ru:Runが流星群少女を吸収するかたちとなる。
アイドルとしての活動を軸にグラビアや舞台、東京ラーメンショーのスペシャルサポーターを務めるなど、多岐に渡って活動を行っていた。
2016年4月23日、全力少女Rとしての活動を開始した。
2017年5月6日、武道館アイドル博2017（東京・日本武道館）に出演。
2017年7月2日、山下はるひが卒業。
2017年7月2日に、メンバー候補生として成瀬未夏が同月8日に加入、柳川みあが同月9日に加入することが発表された。
2018年12月31日、後述する研修生グループの全力少女（R）から成瀬未夏が昇格。
2019年9月29日、四谷LOTUSで行われた「岡崎絵理菜 生誕祭」で岡崎絵理菜と成瀬未夏の2020年1月下旬での卒業を発表（卒業公演は1月26日に開催）。
2021年7月1日、同年9月23日をもって全力少女Rを解散することを発表した。百川晴香を除く佐藤絵里香、江室里香、廣川かのん、舞花の4人は、解散と同時に所属事務所を退所した。
2021年9月23日、白金高輪 SELENE b2で5年5か月の活動を終えた。

### メンバー

#### 活動終了時のメンバー
| 氏名                          | 生年月日(年齢)        | 出身地   | プロフィール |
| ----------------------------- | --------------------- | -------- | --- |
| 百川晴香 （ももかわはるか）   | 1995年11月1日（29歳） | 神奈川県 | 元「怪傑!トロピカル丸 」メンバー（2011年11月2日 - 2013年3月30日） 元「青春！トロピカル丸」リーダー（2013年3月31日 - 2015年1月30日） 元「Ru:Run」リーダー（2015年4月13日 - 2015年3月25日） 2021年12月からBetyリーダー |
| 廣川かのん （ひろかわかのん） | 2002年3月1日（23歳）  | 福岡県   | 「流星群少女」から合流。姉は廣川奈々聖（わーすた）。 2022年4月から2023年3月19日まで「欲バリセンセーション」メンバーとして活動した。 2023年7月15日から「なみだ色の消しごむ」メンバーとして活動。                      |
| 舞花 （まいか）               | 2000年3月13日（25歳） | 福岡県   | 「流星群少女」から合流。ゑんらへの振り付けの提供なども行っていた。 2022年4月から2023年12月25日まで「I MY ME MINE」メンバー「橘舞花」として活動。 アイドル卒業後は振付師として活動している(2024年6月現在)             |
| 佐藤絵里香 （さとうえりか）   | 1998年3月8日（27歳）  | 静岡県   | 元「Ru:Run」のメンバー 2022年1月から「JAPANARIZM」メンバー 姉は佐藤由加理（元AKB48→元SDN48） 青海駅を青梅駅と間違って遅刻したことが大きな話題となり、「タモリ倶楽部」へ出演に至った。                                |
| 江室里香 （えむろりか）       | 1997年3月15日（28歳） | 神奈川県 | 元「Ru:Run」のメンバー 2021年12月17日から2022年9月10日まで「MYDAYS」メンバー「MIKI」として活動した。 2022年12月から「Loulouchouchou」メンバー「江室リカ」として活動。                                                |

### 全力少女（R）
全力少女Rの研修生グループ、数名のメンバーが本体に参加以外に(R)単独で出演することもあった。2018年12月31日に成瀬未夏が全力少女Rに昇格、残った5人は2019年2月14日にGlitter Pieceとして別個のアイドルグループとなった。2019年4月25日に橘乙芭が加入。2021年4月4日、Glitter Pieceは活動を終えた。
| 氏名                          | 生年月日(年齢)         | 出身地       | プロフィール |
| ----------------------------- | ---------------------- | ------------ | --- |
| 柳川みあ （やながわみあ）     | 2001年2月11日（24歳）  | 千葉県       | ミスヤングチャンピオン2020グランプリ。 2021年7月25日から2023年5月14日までてぃあむリーダー。 2023年5月14日をもってシャイニング・ウィルを退所。 2023年11月21日から2024年1月22日までアソビシステムのアイドル候補生 KAWAII LAB. MATESメンバー 2024年1月23日から2024年7月13日までSWEET STEADYメンバー 2025年3月18日からポラリスマイルメンバー      |
| 函田ゆうみ （はこだゆうみ）   | 1998年3月28日（27歳）  | 大阪府       | Glitter Piece卒業後、 2021年10月14日から2022年6月5日まで本多さんちのリビングメンバー「本多おはこちゃん」として活動した。 |
| 安栄美音 （やすえみおん）     | 2003年1月22日（22歳）  | 京都府       | |
| 川原みなみ （かわはらみなみ） | 1999年12月15日（25歳） | 兵庫県       | Glitter Piece卒業後、 2021年9月10日からQuubiメンバー。 |
| 河田実咲 （かわたみさき）     | 2001年1月9日（24歳）   | 福岡県       | 2021年8月31日をもってシャイニング・ウィルを退所。 |
| 橘乙芭 （たちばなおとは）     | 1998年11月27日（26歳） | 北海道札幌市 | 2019年4月25日加入。 Glitter Piece卒業後、 2021年10月14日から本多さんちのリビングメンバー「本多苺果」として活動した。 2021年12月30日から2022年6月5日までの芸名は「本多ベリー」。 2022年6月20日から2023年7月16日までキミのガールフレンドメンバー「結城小春」として活動した。 2024年2月8日からラブアグレッションメンバー「結城小春」として活動。 |

### 元メンバー
| 氏名                          | 生年月日(年齢)        | 出身地 | プロフィール                                                                                     |
| ----------------------------- | --------------------- | ------ | ------------------------------------------------------------------------------------------------ |
| 山下はるひ （やましたはるひ） | 1996年9月4日（28歳）  | 鳥取県 | 2017年7月2日に卒業&芸能界引退、Ru:Runのメンバー。元だいやぁ☆もんど(リーダー)                     |
| 岡崎絵理菜 （おかざきえりな） | 1997年9月29日（27歳） | 山口県 | 流星群少女から合流。サブリーダー。2020年1月26日に卒業。                                          |
| 成瀬未夏 （なるせみか）       | 1995年6月20日（30歳） | 愛知県 | 元OS☆Uのメンバー（成瀬未佳名義）。全力少女(R)から唯一の昇格者。2020年1月26日に卒業、芸能界引退。 |

## ディスコグラフィー

### シングル
| Number | リリース       | タイトル                     | 収録曲 | 形態          | 規格品                    | 備考 |
| ------ | -------------- | ---------------------------- | --- | ------------- | ------------------------- | ---- |
| 1st    | 2016年7月13日  | 全力少女R!!!!!!!!            | 1. 全力少女R!!!!!!!! 2. 嗚呼!!踊れ花吹雪 3. 全力少女R!!!!!!!! -instrumental- 4. 嗚呼!!踊れ花吹雪 -instrumental-                                   | Type-A Type-B | SHINING-K-16 SHINING-K-17 |      |
| 2nd    | 2016年12月14日 | ギリギリ勝負のトラディション | 1. ギリギリ勝負のトラディション 2. 生まれたてのラブソング 3. ギリギリ勝負のトラディション -instrumental- 4. 生まれたてのラブソング -instrumental- | Type-A Type-B | SHINING-K-18 SHINING-K-19 |      |
| 3rd    | 2017年4月5日   | ウ・ナ・ギ・ノ・ボ・リ       | 1. ウ・ナ・ギ・ノ・ボ・リ 2. トキメキのHappy Beat 3. ウ・ナ・ギ・ノ・ボ・リ -instrumental- 4. トキメキのHappy Beat -instrumental-                 | Type-A Type-B | SHINING-K-20 SHINING-K-21 |      |
| 4th    | 2018年2月21日  | 全力少女R!!!!!!!!2           | 1. 全力少女R!!!!!!!!2 2. ガンバレイ 3. 全力少女R!!!!!!!!2 -instrumental- 4. ガンバレイ -instrumental-                                             | Type-A Type-B | SHINING-K-24 SHINING-K-25 |      |
| 5th    | 2018年7月11日  | 全力センセーション           | 1. 全力センセーション 2. Solid Imagination 3. 全力センセーション -instrumental- 4. Solid Imagination -instrumental-                               | Type-A Type-B | SHINING-K-26 SHINING-K-27 |      |
| 6th    | 2020年2月21日  | パンパンパレード             | 1. パンパンパレード 2. FighteRRRRR!!!!! 3. パンパンパレード -instrumental- 4. FighteRRRRR!!!!!-instrumental-                                      |               | SHINING-K-30              |      |

### 配信シングル
1st 2021年5月15日
1. TOKYO DANCE
2. 全力ヒーロー

の2曲を配信。

### アルバム
- 全力少女[Type A] (2017年8月2日発売) shining-K-22

1. OPENING (NEW ver)
2. パラレルガール
3. 閃光ライダー
4. 時空を超えても君が好き
5. チャンスの神様
6. トキメキのHappy Beat
7. 生まれたてのラブソング
8. 放課後!胸キュン☆スター
9. プログラムハレーション
10. 喰らえ!魂の一杯
11. ウ・ナ・ギ・ノ・ボ・リ
12. ギリギリ勝負のトラディション
13. 嗚呼!!踊れ花吹雪
14. 全力少女R!!!!!!!!

- 全力少女[Type B] (2017年8月2日発売) shining-K-23

1. OPENING
2. 全力少女!!!!!!!!
3. ギリギリ勝負のトラディション
4. 熱々ピンポンショー
5. 大胆無敵に GO MY WAY
6. 一発逆転!下克上
7. RASPBERRY POP
8. トキメキのHappy Beat
9. 生まれたてのラブソング
10. BoonBoon 全力号
11. バイブスサマーソウル
12. トコトン夏
13. 嗚呼!!踊れ花吹雪
14. ウ・ナ・ギ・ノ・ボ・リ

- ハシャギドキ！　[Type A]と[Type B] のジャケット違いあり(2019年10月16日発売) shining-K-28、shining-K-29

1. ハシャギドキ！
2. プレゼンター
3. ウ・ナ・ギ・ノ・ボ・リ
4. ファンキー☆トレイン
5. 全力センセーション
6. Versus X
7. 全力少女R!!!!!!!!2
8. 情熱☆花火
9. パラレルガール

### DVD
2021.09.23 全力少女R LAST LIVE 白金高輪SELENE b2（2021年9月23日 予約完了の限定生産）+ LAST LIVE 特典DVD(メンバーコメントとMV集)
　SET LIST
1. openingSE
2. 全力少女R!!!!!!!!
3. 嗚呼!!踊れ花吹雪
4. ファンキー☆トレイン
5. ギリギリ勝負のトラディション
6. チャンスの神様~MC
7. 熱々ピンポンショー
8. 放課後!胸キュン☆スター
9. 閃光ライダー~VTR
10. パンパンパレード
11. ハシャギドキ！
12. 生まれたてのラブソング
13. ウ・ナ・ギ・ノ・ボ・リ~MC
14. ガンバレイ
15. 全力少女R!!!!!!!!2
16. TOKYO DANCE
17. 全力ヒーロー
18. (ENCORE)カラフルダイアリー
19. FighteRRRRR!!!!!
20. パラレルガール
21. (W ENCORE)パンパンパレード

## Ru:Run（ルーラン）
『青春・自然・全力愛』に真正面から立ち向かうアイドルという活動方針を掲げ、2015年4月13日からRuRian（ルリアン）の名前で活動を開始させたが、既にスターダストプロモーション所属のガールズバンドにLe Lienが存在していて紛らわしかったため4月18日に「Ru:Run」に改名。公式ブログもIDが異なる別の物が新たに作られた。
前身である怪傑!トロピカル丸の曲を歌うこともある。
2016年3月26日に流星群少女と合体し、全力少女Rとして活動を開始させた。

### メンバー
| Ru:Rian時代のメンバー          | Ru:Rian時代のメンバー | Ru:Rian時代のメンバー | Ru:Rian時代のメンバー |
| 氏名                           | 生年月日              | 出身地                | プロフィール・備考    |
| ------------------------------ | --------------------- | --------------------- | --------------------- |
| 百川晴香 （ももかわ はるか）   | 1995年11月1日         | 神奈川県              | リーダー              |
| 山下はるひ （やました はるひ） | 1996年9月4日          | 鳥取県                | 元だいやぁ☆もんど     |
| 江室里香 （えむろ りか）       | 1997年3月15日         | 神奈川県              |                       |
| 田中可恋 （たなか かれん）     | 1997年12月24日        | 三重県                | 元ハロプロ研修生      |
| 佐藤絵里香 （さとう えりか）   | 1998年3月8日          | 静岡県                |                       |

### ディスコグラフィー

#### シングル
- 1st『熱々ピンポンショー』（2015年9月16日発売、SHINING WILL） 
オリコンシングルチャート最高38位（2015年9月28日付[20]）

CD（Type-A）
1. 熱々ピンポンショー（作詞・作曲：筑田浩志）
2. 恋愛四重奏
3. 熱々ピンポンショー（Inst.）
4. 恋愛四重奏（Inst.）

CD（Type-B）
1. 熱々ピンポンショー
2. SHINING SKY
3. 熱々ピンポンショー（Inst.）
4. SHINING SKY（Inst.）

### 出演

#### ラジオ
- GIRLS♥GIRLS♥GIRLS =RED ZONE=「Ru:RunのR SANJYO!」（2015年10月2日 - 2016年3月25日、エフエム富士）
- GIRLS♥GIRLS♥GIRLS =flying high=  「全力少女Rの愉快で不思議な少女たちでR」（2016年4月1日 - 2021年9月23日、エフエム富士）

## 流星群少女（りゅうせいぐんしょうじょ）
流星群少女は、福岡県をメインに活動していたローカルアイドルグループである。2012年、福岡でアイドルプロジェクト「K-NEXT」が立ち上がり、オーデションを経て12月に始動。その中から選ばれたメンバー9名により2013年2月に結成された。
その際「銀河国際連盟から派遣された少女によるアイドルグループで“未確認のヤバいやつら”を探すことを目的に作られた」という設定が設けられた。
その後は他のアイドルグループの競演を果たしながら福岡をメインに活動。5月にデビューシングル「放課後!胸キュン☆スター☆」、10月にはセカンドシングル「チャーリーを探せっ」をリリース。「チャーリーを探せっ」はオリコンシングルチャートで週間31位を獲得した。
2014年3月に1枚目のアルバム「出る杭は撃たれる」をリリース。だがその直後在籍していた8名中廣野実咲を除く7名が契約解除により脱退（のち廣野も脱退）、活動休止となった。前述の設定を出し「任務が完了したため」とされたが、メンバーのインタビューによると、以前から活動をやめたいと思うメンバーが出てきて、そこからグループの空気が悪くなり、運営との関係も悪化したとのこと。
その後7月に改めて新メンバー7名を選び再結成。8月には3枚目のシングル「閃光ライダー」をリリースした。
2016年3月26日に実施された「ロコドルモーションver.3 in FUKUOKA」のステージ上にて、シャイニングウィル所属のアイドルグループ「Ru:Run（ルーラン）」と合体し、新グループ「全力少女R」として同年4月23日にデビューすることが発表された。全力少女Rの活動拠点は東京で、メンバーも全員シャイニングウィルに移籍するため、事実上Ru:Runが流星群少女を吸収するかたちとなる。合体発表により、流星群少女は第1期・第2期合わせて約3年間の活動を終えた。

### 略歴
2013年
- 2月 - 多田優、張口聖菜、内田瑠菜、緒方愛、吉留茉里奈、村山しほり、大澤舞、篠原真衣、小嶺沙絵の9名が選抜。
- 2月10日 - LinQ九州山口ツアーの福岡公演にてステージデビュー。
- 5月15日 - 1stシングル「放課後!胸キュン☆スター☆」発売。
- 8月6日 - 緒方愛が体調不良のため活動辞退。
- 10月 - 渋谷菜那、桜野萌香が選抜。
- 10月23日 - 2ndシングル「チャーリーを探せっ」発売。
- 11月 - 廣野実咲が選抜。
- 11月17日 - 山中花菜を契約解除。
- 11月30日 - 小嶺沙絵が学業優先のため活動辞退。

2014年
- 1月9日 - 大澤舞が家庭の事情により活動辞退。
- 2月23日 - 1期メンバーによる最終公演。
- 3月12日 - 1stアルバム「出る杭は撃たれる」発売。
- 3月31日 - メンバー7名が脱退、活動停止となる。
- 7月5日・7月6日 - 沖縄県の瀬長島で開催された「瀬長島ガールズポップフェスティバル2014」にて「Shooting Star Girls」として活動を再開。
- 7月12日 - 3rdシングル「閃光ライダー」発売記念ミニLIVE&特典会をタワーレコード福岡店にて開催。
- 7月13日 - 福岡・天神にあるVIVIRE HALLにて、SSGリーグ復活祭を開催。これにより流星群少女が正式に復活。
- 7月19日 - Fukuoka Girls Festival 2014にて、昼の部オープニングアクトを務める
- 8月9日 - 「アイドルドランカー in 福岡」にI'S9とK-NEXT IDOLらと共に出演。
- 8月27日 - 3rdシングル「閃光ライダー」発売。
- 8月29日 - タワーレコード渋谷店にてインストアLIVE開催。
- 8月30日 - 新宿MARZで開催された「アイドル東京大作戦」に出演。
- 8月31日 - タワーレコード新宿店にてインストアLIVE開催。これをもって「閃光ライダー」のリリースイベントが全て終了。
- 9月6日 - 福岡・小倉にある「あるあるCity」で開催された「SSGリーグ In あるあるCity」にメインキャストとして出演。
- 9月7日 - 「あるあるCity」で開催された「パピライブ vol.6」に出演。
- 9月14日 - 福岡市中央区春吉にある「SSGリーグ第14節」にメインキャストとして出演。
- 9月15日 - VIVRE HALLにて、「SSGリーグ第15節」を開催。広島のご当地アイドル「ひろしまMAPLE★S」と共に出演。
- 9月20日 - 福岡市内にある天神中央公園にて開催された「産・学・官共同イベント　KYUSHU HUMAN FESTA 2014」に出演。
- 9月23日 - VIVRE HALLにて、「SSGリーグ特別編」を開催。このイベントにて、流星群少女としては初めての「3部構成」による公演となった。
- 9月27日 - 東京・赤坂BLITZにて開催された「アイドル甲子園in赤坂BLITZ」に出演。
- 10月4日 - SSGリーグ第16節を開催。
- 10月13日 - 東京・港区にあるFutureSEVENにて、「Shooting Star MAPLE★S ～流星群少女×ひろしまMAPLE★Sツーマンライブ～ 」を開催。
- 10月19日 - VIVRE HALLにて「SSGリーグ特別編パート」を開催。
- 10月26日 - VIVRE HALLにて「パピリーグ ～交流戦2回戦～」に出演。このイベントのメインキャストのパピマシェと流星群少女がそれぞれ衣装を入れ替えて公演を行った。
- 11月1日 - 東京・江東区にある「STUDIO COAST」にて開催された「アイドル甲子園FESTIVAL」に出演。
- 11月9日 - 福岡・小倉にある「あるあるCity」にて開催された「パピライブ vol.8」に出演。

2015年
- 3月28日 - 流星群少女ワンマンライブ「Shooting☆トラベラー　スーパーライブ」を開催。
- 8月1日 - TOKYO IDOL FESTIVAL 2015に出演。
- 8月4日 - ヒペリカムの大友茉莉が加入。なお、ヒペリカムでの活動も継続。
- 8月20日 - 川島愛奏・小西優花が9月に卒業を発表。
- 9月6日 - 川島愛奏が卒業。
- 9月21日 - 小西優花が卒業。
- 9月27日 - 明希の参加する新グループ、ハート×ストリングスがお披露目。
- 10月4日 - 七瀬未夢が卒業。
- 10月6日 - 舞花が加入。
- 11月17日 - 大友茉莉と流星群少女スタッフとのわいせつ行為の動画がTwitterに流出[26]。
- 11月19日 - 大友茉莉のマネジメント契約を解除、脱退。わいせつ行為を行ったスタッフも同日付で解雇。
- 12月3日 - オリジナルメンバーの明希（旧名:多田優）が12月30日をもって流星群少女とハート×ストリングスを卒業することを発表[27][28]。
- 12月12日 - 明希が当初の予定を約2週間前倒しして卒業[29]。

2016年
- 3月19日 - 小倉恵が卒業[30]。
- 3月26日 - アイドルグループ「Ru:Run」と合体し、新グループ「全力少女R」としてデビューすることを発表[4]。同日をもって活動終了。

### メンバー

#### 活動終了時のメンバー
| 名前       | よみ            | 年齢 | ニックネーム | 生年月日      | 血液型 | 出身地 | 備考                                                       |
| ---------- | --------------- | ---- | ------------ | ------------- | ------ | ------ | ---------------------------------------------------------- |
| 岡崎絵理菜 | おかざき えりな | 17歳 | えりぴょん   | 1997年9月29日 | B型    | 山口県 | 全力少女Rに合流                                            |
| 廣川かのん | ひろかわ かのん | 13歳 | かにょん     | 2002年3月1日  | B型    | 福岡県 | メンバー最年少 姉はわーすたの廣川奈々聖。全力少女Rに合流。 |
| 舞花       | まいか          | 15歳 |              | 2000年3月13日 | -      | 福岡県 | 全力少女Rに合流。                                          |

#### 元メンバー
| 名前       | よみ            | ニックネーム     | 生年月日       | 在籍期間          | 備考                                                                                                |
| ---------- | --------------- | ---------------- | -------------- | ----------------- | --------------------------------------------------------------------------------------------------- |
| 村山しほり | むらやま しほり | しぽりん、しぽ   | 1989年4月6日   | 13年2月〜         | 元QunQun、元れいしゅしゅ、元GALETTe アップルバスター運営を経て、シンガーソングライター              |
| 緒方愛     | おがた めぐみ   | めぐってぃ       | 1994年8月21日  | 13年2月〜8月      | |
| 山中花菜   | やまなか はるな | るんちゃん、はる | 1994年5月12日  | 13年2月〜11月     | 現PGA                                                                                               |
| 小嶺沙絵   | こみね さえ     | さえみょん       | 1993年6月2日   | 13年2月〜11月     | |
| 大澤舞     | おおざわ まい   | まいぽむ         | 1990年9月18日  | 13年2月〜14年1月  | |
| 桜野萌香   | さくらの もえか | もえきゃん       | 1994年9月1日   | 13年2月〜14年3月  | その後 零式☆下剋嬢（解散）                                                                          |
| 篠原真衣   | しのはら まい   | まいまい         | 1995年3月21日  | 13年2月〜14年3月  | 元アップルバスター（14年5月〜15年11月）                                                             |
| 渋谷菜那   | しぶたに なな   | なな             | 1997年2月24日  | 13年2月〜14年3月  | その後 零式☆下剋嬢（解散）                                                                          |
| 内田瑠菜   | うちだ るな     | るなるん         | 1997年5月26日  | 13年2月〜14年3月  | 元れいしゅしゅ                                                                                      |
| 吉留茉里奈 | よしとめ まりな | まりん           | 1997年7月6日   | 13年2月〜14年3月  | 元アップルバスター（14年5月〜15年11月）                                                             |
| 張口聖菜   | はりぐち せな   | せなぽん         | 1997年7月24日  | 13年2月〜14年3月  | その後 零式☆下剋嬢（解散）                                                                          |
| 廣野実咲   | ひろの みさき   | みさきんぐ       | 1999年2月11日  | 13年11月〜14年3月 | 元HR 2017年3月までK-NEXTに在籍。その後photograph（休止）を経て2017年3月まで空想モーメントメンバー。 |
| 川島愛奏   | かわしま あかね | あかねん         | 1997年7月2日   | 14年7月〜15年9月  | 元HR。                                                                                              |
| 小西優花   | こにし ゆうか   | ゆうかりん       | 1997年12月26日 | 14年7月〜15年9月  | |
| 七瀬末夢   | ななせ みむ     | みむぅ           | 1998年2月8日   | 14年7月〜15年10月 | 元SENSE                                                                                             |
| 大友茉莉   | おおとも まり   | まりちゅー       | 2001年2月1日   | 15年8月〜15年11月 | 「ヒペリカム」（解散）と兼任                                                                        |
| 明希       | あき            | あきつん         | 1998年3月23日  | 13年2月〜15年12月 | 元「ハート×ストリングス」メンバー。元HR                                                             |
| 小倉恵     | おぐら めぐみ   | ぐーめろ         | 1997年4月22日  | 14年7月〜16年3月  | |

### ディスコグラフィー

#### シングル
| Number                      | リリース           | タイトル                     | 形態                                 | 規格品               | 備考               |
| 第1期 -流星群少女-          | 第1期 -流星群少女- | 第1期 -流星群少女-           | 第1期 -流星群少女-                   | 第1期 -流星群少女-   | 第1期 -流星群少女- |
| --------------------------- | ------------------ | ---------------------------- | ------------------------------------ | -------------------- | ------------------ |
| 1st                         | 2013年5月15日      | 放課後!胸キュン☆スター☆      | Type-A Type-B                        | INC-3 INC-4          |                    |
| 2nd                         | 2013年10月23日     | チャーリーを探せっ           | Type-A(CD+DVD) Type-B(CD) Type-C(CD) | INC-5 INC-6 INC-7    |                    |
| 第2期 -Shooting Star Girls- |                    |                              |                                      |                      |                    |
| 3rd                         | 2014年8月27日      | 閃光ライダー                 | Type-A Type-B                        | INC-10 INC-11        |                    |
| 4th                         | 2014年12月2日      | メリリリリリリリクリスマス！ | Type-A Type-B                        | INC-12 INC-13        |                    |
| 5th                         | 2015年3月28日      | だって流星群だもん           | Type-A                               | INC-14               |                    |
| 6th                         | 2015年12月2日      | 白夜姫伝説                   | Type-A Type-B Type-C                 | INC-17 INC-18 INC-19 |                    |

#### アルバム
| Number | リリース      | タイトル         | 形態          | 規格品      | 備考 |
| ------ | ------------- | ---------------- | ------------- | ----------- | ---- |
| 1st    | 2014年3月12日 | 出る杭は撃たれる | Type-A Type-B | INC-8 INC-9 |      |